# Aaro Hellaakoski
Aaro Antti Hellaakoski (22. červen 1893, Oulu – 23. listopad 1952, Helsinky) byl finský básník, docent, filozof, geograf, spisovatel a významný učitel přírodopisu a zeměpisu.

## Biografie

### Původ a Rodina
Narodil se v létě roku 1893 ve městě Oulu, část svého mládí strávil rovněž v Pispala v Tampere. Jeho otcem byl známý geograf a pedagog Antti Rietrikki Helaakoski, matkou Aina Maria Lindman. Jeho mladší sestrou byla malířka Aira Helaakoski.
Se svou manželkou Lempi Alina Aaltosen měl dvě děti – Katri a Eero Antti (* 1929), který se stal lékařem specializujícím se na neuromuskulární onemocnění.

### Studium
Studoval biologii, filozofii, geografii, mineralogii a zoologii na Helsinské univerzitě, kterou absolvoval roku 1919. V roce 1928 obhájil doktorát se závěrečnou prací z oblasti geologie na téma Historie jezera Puula.

### Kariéra
První sbírku básní vydal již roku 1916. Pracoval jako pravidelný literární a umělecký recenzent v novinách Aika, Karjalan Aamulehti a Iltalehti. Poté pracoval jako učitel přírodopisu a zeměpisu na dívčí škole. Později se stal docentem na Helsinské univerzitě.

## Dílo

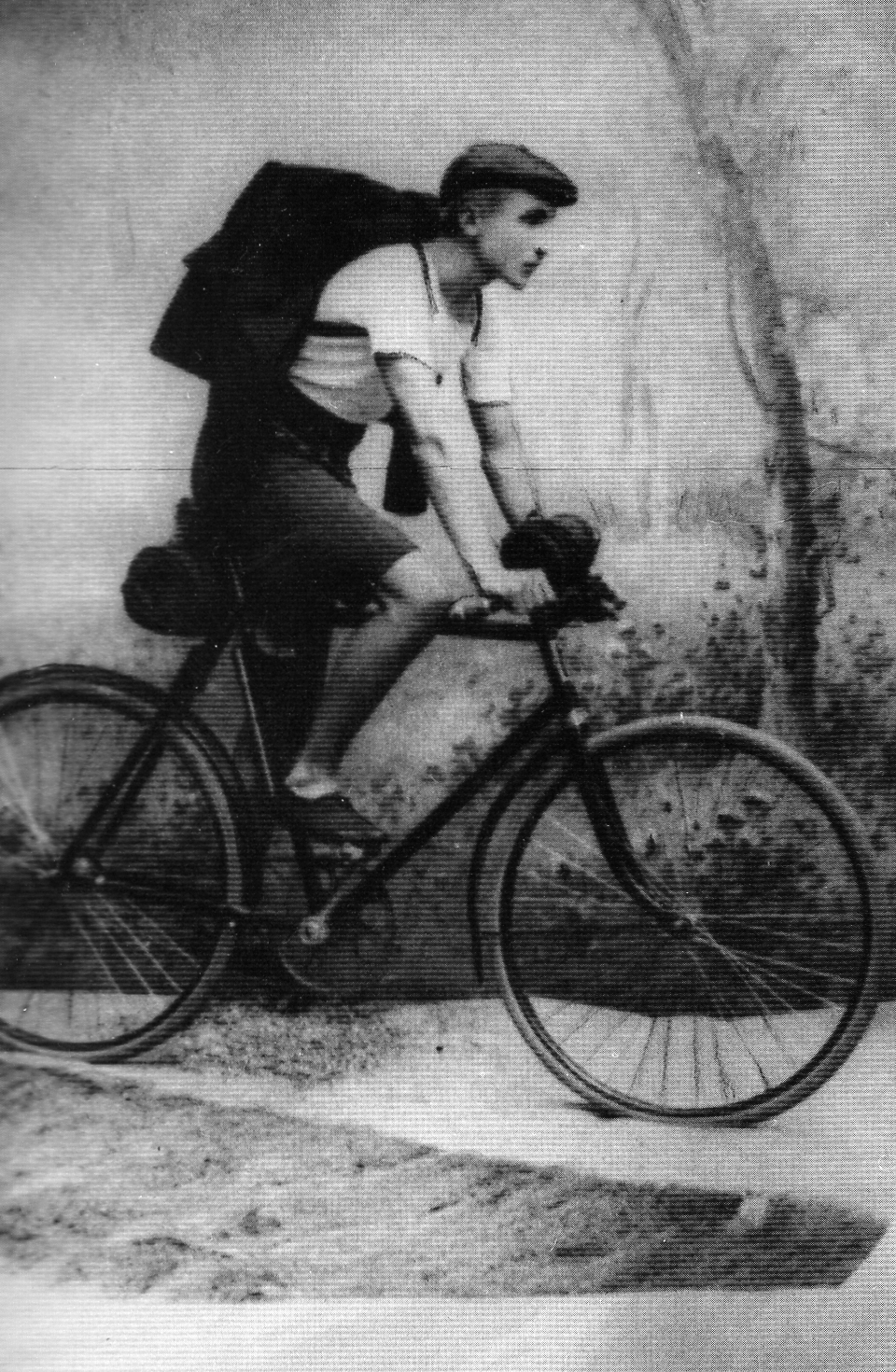
Hellaakoski na bicyklu roku 1913

### Básnické sbírky a výbory
- Runoja, 1916
- Nimettömiä lauluja, 1918
- Me kaksi, 1920
- Elegiasta oodiin, 1921
- Maininki ja vaahtopää, 1924
- Jääpeili, 1928
- Valitut runot, 1940
- Vartiossa, 1943
- Uusi runo, 1943
- Huojuvat keulat, 1946
- Hiljaisuus, 1949
- Sarjoja, 1952
- Huomenna seestyvää, 1953
- Runot, 1953
- Runot 1916-1928, 1997

### Romány a novely
- Suljettujen ovien takana, 1923, expresionistický román
- Iloinen yllätys, 1927, sbírka povídek

### Práce a eseje
- T. K. Sallinen, 1921
- Kuuntelua, 1950,
- Niin kuin minä näin, 1959

### Vědecké práce
- Puulan järviyhtymän kehityshistoria. (Väitöskirja) Fennia 51:2, 1928.
- Suursaimaa (maantieteellis-geologinen tutkimus) Fennia 43:4, 1922.

### Učebnice
- Hellaakoski, Aaro – Tuominen, Kyllikki – Mattila, Jorma: Maa ja sen asukkaat 1. Porvoo: WSOY, 1951.
- Hellaakoski, Aaro – Tuominen, Kyllikki – Mattila, Jorma: Maa ja sen asukkaat 2. Porvoo: WSOY, 1952.

## Ocenění
- Aleksis Kiven palkinto (1946)